# Большой Рай
 Большо́й Рай  (Рай) — деревня в Смоленской области России, в Монастырщинском районе. По состоянию на 2007 год постоянного населения не имеет.
Расположена в юго-западной части области в 29 км к юго- западу от Монастырщины, в 1 км к северу от границы с Белоруссией, на берегу реки Княжна. На территории деревни установлен пограничный режим. Входит в состав Добросельского сельского поселения.

## Достопримечательности
Памятник археологии:
- Городище 1-го тысячелетия до н. э. — 1-го тысячелетия н. э. в 1 км к югу от деревни на правом берегу реки Княжна. Использовалось днепро-двинскими, тушемлинскими племенами и древнерусским населением.